# エルンスト・ハインケル
エルンスト・ハインケル（Ernst Heinkel 、1888年1月24日 - 1958年1月30日）は、ドイツの航空機の設計者であり製造者である。 ドイツの航空機産業に多大な貢献をした。

## 幼少期
彼はグルンバッハ（Grunbach ）に生まれた。彼は1909年、フランクフルトの航空ショーでツェッペリンの飛行船を見て航空機に興味を抱くようになった。後にアンリ・ファルマンの設計図に基づく飛行機を製作した。

## 経歴

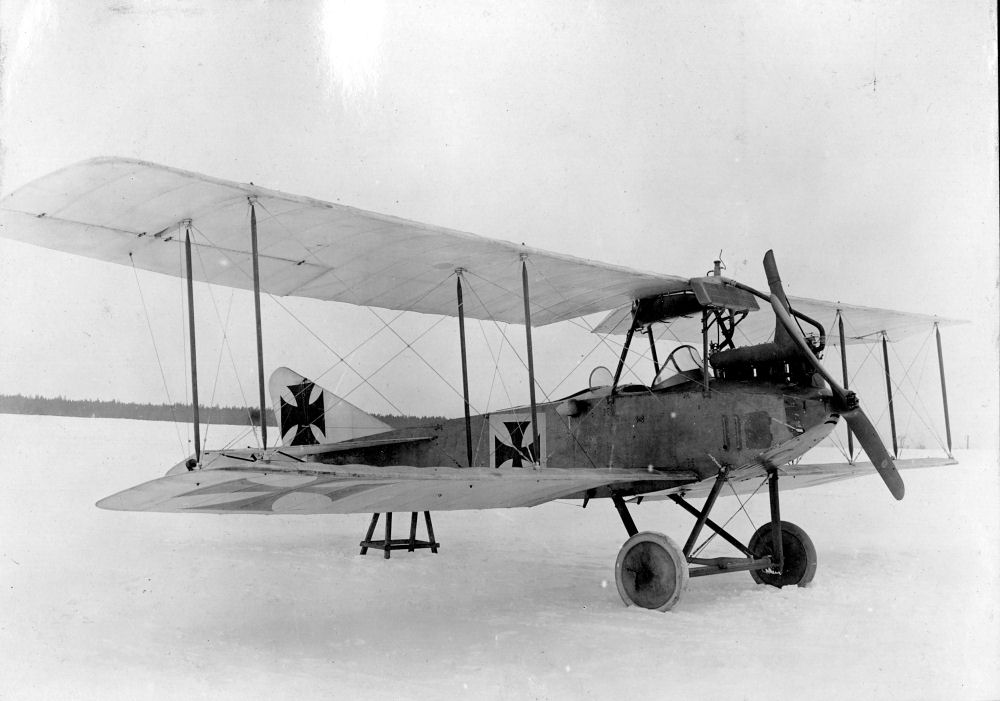
アルバトロス B-II

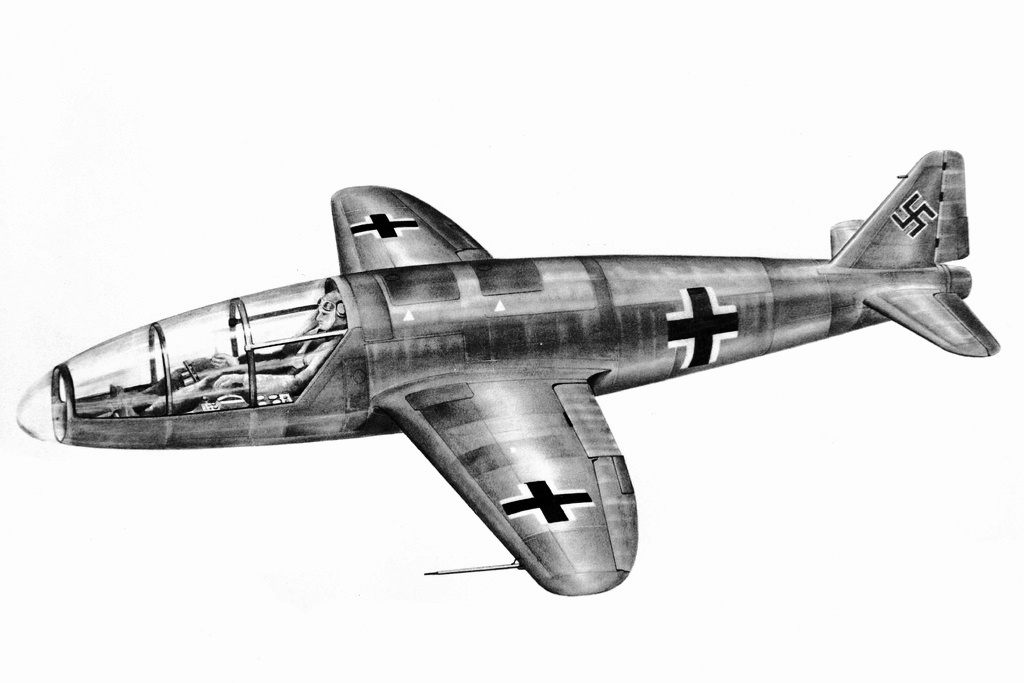
世界初飛行した有人ロケット機 He176のイラスト

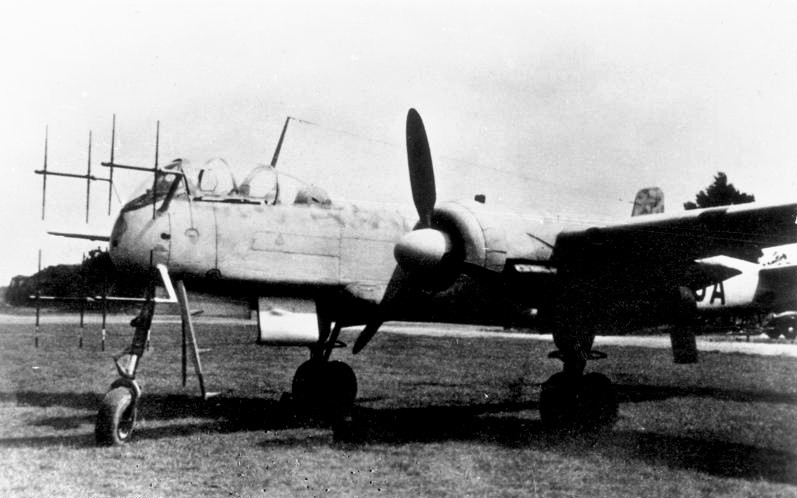
レーダーを標準装備する高速夜間戦闘機 He219

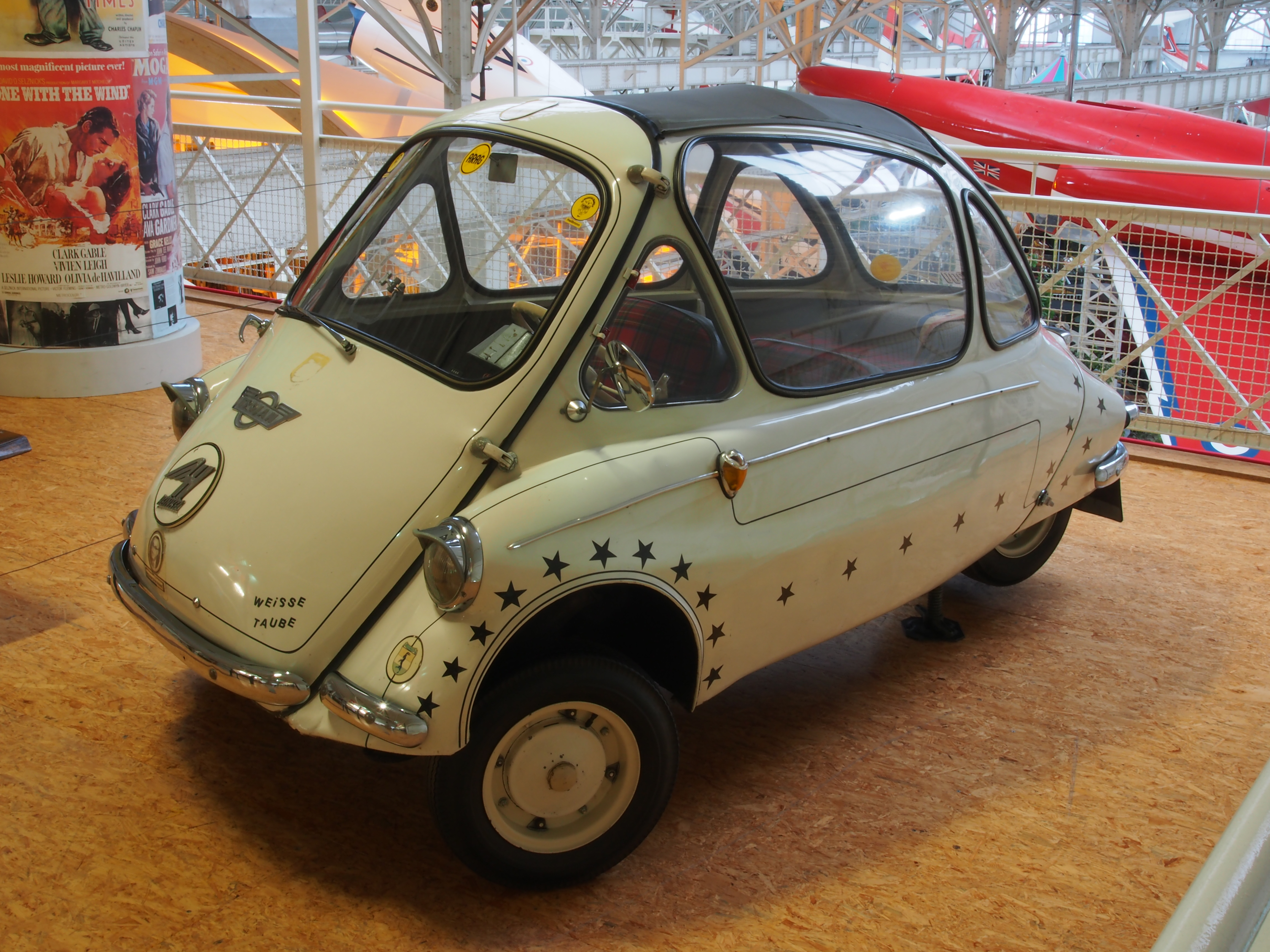
ハインケル・カビーネ（1956年製）

まもなく、彼は航空株式会社（Luft Verkehrs Gesellschaft 、LVG）に勤務するようになった。アルバトロスに行き、ハインケルは アルバトロス B-IIを設計した。第一次世界大戦の初期に活躍した。アルバトロスでの仕事を離れてから彼はハンザ・ブランデンブルク（Hansa-Brandenburg ）向けに複数の飛行艇を設計した。
1922年、ハインケルはヴァーネミュンデにハインケル航空機会社を設立した。ヴェルサイユ条約（第三款・航空條項第百九十八條〜第二百二條）により航空機の製造を禁止されていたのでハインケルは飛行艇の設計図を持ってスウェーデンに渡った。そして、日本海軍向けにHD-25水上機を製造した。ドイツに戻った彼は客船ブレーメンに搭載する同様の射出式の郵便配達用の水上機を製作した。

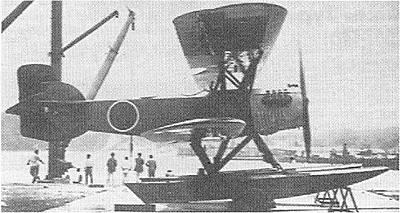
HD-25水上機（日本名:二式水上偵察機）

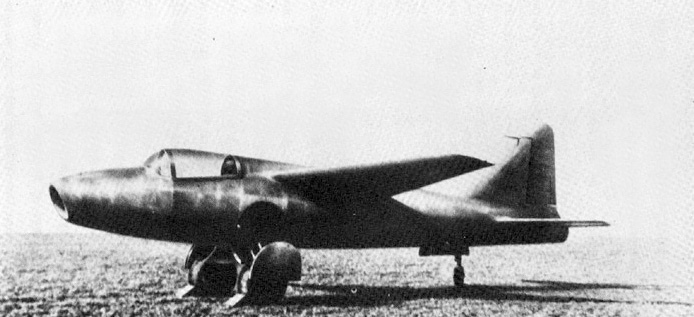
世界初飛行した試作ジェット機 He178

ヒトラーが力を持つようになると、国家社会主義ドイツ労働者党（ナチス）による膨大な軍拡を見越し、それ以前から支援を行っていたナチスに入党し、その政治的コンタクトを武器に、会社は空軍の拡張のために第二次世界大戦終了まで急拡大し、関係性を強めた。この時期に He 59、He 115、He111 が生産された。また1938年にはノーベル賞に対抗してナチス・ドイツが制定したドイツ芸術科学国家賞をニュルンベルクのナチス党党大会にて授与された。

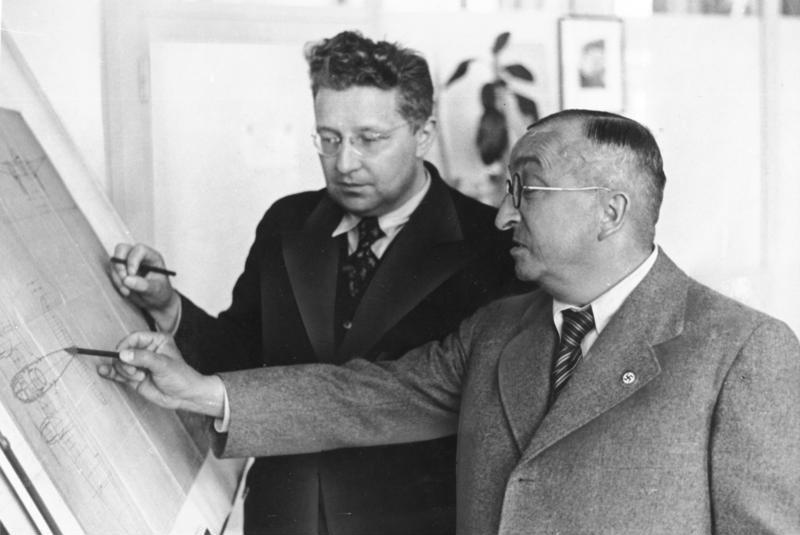
部下ジークフリート・ギュンター(左)とハインケル(右)(1941年)

大戦期

ハインケルは高速機の開発に情熱を注いだ。そして飛行機の生産にも鋭い感性を示し、切り開いていった。その一例がターボジェット機の研究でハンス・フォン・オハインを援助したことである。ジェットエンジンは当初、イギリスのホイットルによって開発されたが、先見性のあるハインケルの機体 He178の方が早く初飛行した。ジェット機開発は最終的に、メッサーシュミット社の機体 Me262が採用されてしまったが、大戦末期には、単発ジェット機 He162を実用化している。また、ロケット機の分野にも着手し、試作機He176で、世界で初めての有人飛行を成功させている。
ハインケル社は大型機の受注が多かったが、戦闘機のような主力小型機の分野では、He280のように先進的な技術を有していても、政治的に優位に立つメッサーシュミット社などの後塵を拝してしまっていた。また、機体は性能を追求するあまり技術的に複雑になりすぎ、量産性や実用面に問題があった点が採用の可否に影響したり、制式採用されたHe177のように、期待通りの結果が出なかった機体もあった。
戦後

ドイツ敗戦後、早急に会社の立て直しを図り名誉を回復するために、顧問弁護士らと自らをナチスによる犠牲者であるとする自己喧伝活動を展開し、連合軍による脱ナチ化の監査を免れるが、そのために彼がナチス党員ではなかったとするデマが広まる。しかし、その後の調査で、ナチスとの密接な関係だった事が明確になっている。
戦後の1956年、彼はハインケル車体を設立した、多数の欧州型バブルカー、ハインケル・カビーネを生産した、1958年の生産終了時までに5000台以上が生産された。アルゼンチンでは1961年までライセンス生産された。しかし、アイルランドでは品質管理に悩まされ、頓挫している。
1958年、シュトゥットガルトで死去。

## 関連書籍
- Lutz Warsitz: THE FIRST JET PILOT - The Story of German Test Pilot Erich Warsitz, Pen and Sword Books Ltd., England, 2009, ISBN 9781844158188, English Edition